# Miloš Lišanin
Miloš Lišanin (1988) è un ex giocatore di football americano serbo, che ha giocato nel ruolo di defensive lineman.

## Palmarès
- 3 CEFL Bowl (Beograd Vukovi, 2011, 2013, 2014)
- 4 Serbian Bowl (Beograd Vukovi, 2011, 2012, 2013, 2014)
- 1 1. Lig (Koç Rams, 2016)